# キャプテン・フィンガーズ
『キャプテン・フィンガーズ』（Captain Fingers）は、アメリカ合衆国のフュージョン・ギタリスト、リー・リトナーが1977年に発表したスタジオ・アルバム。

## 解説
「可愛いアイシャ」はスティーヴィー・ワンダーのカヴァーで、この曲のみゲスト・ボーカリストのビル・チャンプリンがフィーチャーされている。母国アメリカでは自身初のBillboard 200入りを果たし、1977年7月2日に最高178位を記録した。
本作のタイトルは、後にリトナー自身の愛称としても使われている。

## 収録曲
特記なき楽曲はリー・リトナー作。
1. キャプテン・フィンガーズ - "Captain Fingers" - 7:07
2. ドルフィン・ドリームス - "Dolphin Dreams" - 7:04
3. フライ・バイ・ナイト - "Fly by Night" (Dave Grusin) - 5:01
4. マルガリータ - "Margarita" - 5:11
5. 可愛いアイシャ - "Isn't She Lovely" (Stevie Wonder) - 4:33
6. スペース・グライド - "Space Glide" (Mitch Holder, Eddie Arkin) - 5:10
7. サン・ソング - "Sun Song" (D. Grusin) - 6:46

## 参加ミュージシャン
- リー・リトナー - ギター、ギターシンセサイザー
- ビル・チャンプリン - ボーカル(on #5)
- アーニー・ワッツ - サクソフォーン(on #3, #6)
- デイヴ・グルーシン - キーボード、エレクトリックピアノ、シンセサイザー、クラビネット
- ダウィリ・ゴンガ - キーボード(on #1, #4)
- パトリース・ラッシェン - エレクトリックピアノ(on #1)
- デイヴィッド・フォスター - エレクトリックピアノ(on #5, #6)
- イアン・アンダーウッド - シンセサイザー(on #1, #2, #4)、プログラミング(on #3)
- ジェイ・グレイドン - リズムギター(on #1)
- レイ・パーカー・ジュニア - リズムギター(on #5, #6)
- ミッチ・ホルダー - リズムギター(on #6)
- デニス・バディミール - リズムギター(on #7)
- アンソニー・ジャクソン - ベース(on #1, #2, #3)
- アルフォンソ・ジョンソン - ベース(on #1, #4)
- マイク・ポーカロ - ベース(on #5)
- チャールズ・ミークス - ベース(on #6)
- ビル・ディッキンソン - ベース(on #7)
- ハーヴィー・メイソン - ドラムス(#5を除く全曲)、パーカッション
- ジェフ・ポーカロ - ドラムス(on #5)
- スティーヴ・フォアマン - パーカッション
- ヴィクター・フェルドマン - コンガ(on #3, #6)